# Мавлянов, Абдумалик Исмаилжанович
Абдумалик Исмаилжанович Мавлянов (21 июня 1964) — киргизский футболист, нападающий, футбольный тренер. Мастер спорта КР (1999).

## Биография
О выступлениях в советский период сведений нет[уточнить]. После распада СССР играл в командах высшей лиги Кыргызстана — «Учкун» (Кара-Суу), «Динамо» (Ош), а с 1996 года за объединённую команду «Динамо-Алай». В 1995 году, играя за ошское «Динамо», стал лучшим бомбардиром своего клуба с 13 голами и вошёл в топ-5 бомбардиров чемпионата. Всего за карьеру в высшей лиге сыграл 90 матчей и забил 29 голов.
В 2000 году стал играющим тренером «Динамо-Алая», в том же году вывел команду в финал Кубка Кыргызстана. Снова работал главным тренером «Алая» в 2009 году, команда участвовала в борьбе за медали, но в одном из решающих матчей против «Дордоя» тренер увёл команду с поля, а на следующую игру команда не вышла. В итоге «Алай» всё же стал бронзовым призёром сезона-2009.